# Percnia
Percnia is een geslacht van vlinders van de familie spanners (Geometridae), uit de onderfamilie Ennominae.

## Soorten
- P. albinigrata Warren, 1896
- P. belluaria Guenée, 1858
- P. confusa Warren, 1894
- P. contrasqualida Inoue, 1992
- P. cordiforma Inoue, 1978
- P. ductaria Walker, 1862
- P. felinaria Guenée, 1858
- P. foraria Guenée, 1858
- P. fumidaria Leech, 1897
- P. giraffata Guenée, 1858
- P. grisearia Leech, 1897
- P. interfusa Warren, 1893
- P. longitermen Prout, 1914
- P. luridaria Leech, 1897
- P. maculata Moore, 1867
- P. prouti Wehrli, 1914